# Land Rover Range Rover
O Range Rover é um sofisticado utilitário desportivo de alto-luxo fabricado na Inglaterra pela tradicional Land Rover, que foi adquirida em 2008 pela Tata Motors. Este requintado utilitário desportivo impressiona pelas suas dimensões externas, pelo conforto e pela alta tecnologia embarcada, que chega ao ponto extremo de oferecer ao seu condutor a opção de escolher uma programação de ajuste da suspensão para rodar com mais suavidade (absorvendo o máximo possível as irregularidades das vias) ou para rodar mais firme, mais baixa para viajar por autoestradas pavimentadas bem conservadas ou mais alta para dirigir cuidadosamente em estradas rurais.
Atualmente, Range Rover é um dos diversos modelos de veículos oferecidos pela Land Rover e representa o veículo de mais alto luxo e requinte dentro do contexto da marca. Seu primeiro protótipo surgiu em 1969 sob o nome de "Velar" (hoje, esse é o nome um dos modelos que integram o line-up da marca) e começou a ser comercializado em 1970. Sua segunda geração veio apenas em 1994, enquanto a terceira foi revelada em 2001, a quarta em 2012 e a quinta em 2022.
Em 2005, a linha "Range Rover" ganhou o Range Rover Sport, veículo mais esportivo e com design baseado no modelo Range Rover. Em 2011 foi o lançamento do "irmão caçula": Range Rover Evoque e, em 2017, veio o Range Rover Velar, sendo o último modelo lançado na linha Range Rover até o momento.
Por conta da nomenclatura da linha de veículos e do veículo em si, é comum encontrar referências ao veículo topo de linha da Land Rover como: Range Rover Vogue. Entretanto, "vogue" é apenas uma das versões do veículo, e não seu nome oficial. Seu nome oficial é o mesmo de sua linha: Range Rover.
Há mais de 60 anos, a fabricante inglesa Land Rover produz alguns dos mais respeitáveis e robustos utilitários esportivos de tração 4X4 integral do mundo. Esta tecnologia 4X4 foi mantida e aprimorada no Range Rover, mas desta vez combinada com a introdução do moderno conceito monobloco na carroceria, que absorve melhor impactos em acidentes graves.
Por se tratar de um automóvel pesado, na década de 2.000 a Land Rover disponibilizou no Brasil duas opções de motorização diesel aos seus clientes, a primeira um motor turbo-diesel V6 com 2.700 cm3 de cilindrada, a segunda foi substituída pela estrutura mono motor turbo-diesel V8 com 3.600 cm3 de cilindrada. Também a carroceria independente da suspensão, tornou-se um conjunto monobloco. De modo geral, motores turbo-diesel são mais econômicos que motores a gasolina, e as novas tecnologias de injeção eletrônica com CRDI (Common Rail Direct Injection) melhoram o desempenho de motores a diesel, que em décadas passadas eram inviáveis na maioria dos automóveis de alto-luxo.
Atualmente, a versão de motorização turbo-diesel com 3.000 cilindradas está disponível no Brasil, e uma versão do Range Rover com motorização a gasolina.
E para completar este sofisticado conjunto, o fabricante tomou o cuidado de introduzir outros itens complementares de segurança e conforto: Ar-condicionado e aquecedor, mini-refrigerador, CD Player com rádio AM / FM, vários air-bags espalhados pelo interior do veículo, bancos com revestimento em couro com regulação elétrica, detalhes em madeiras nobres nas portas e no painel, etc.

## Curiosidades
- O Range Rover é o único carro na história a ter sido exposto no famoso Museu do Louvre, como exemplo de uma escultura moderna.[3] O modelo Range Rover possui uma versão Queen, usada pelo serviço de segurança da rainha da Inglaterra. A marca, é a única que possui peças de reposição para todos os veículos produzidos desde a Segunda Guerra mundial.

## Principais concorrentes
- Mercedes-Benz Classe GL
- Mercedes-Benz Classe ML
- BMW X5
- Porsche Cayenne
- Audi Q7
- Cadillac Escalade
- Lincoln Navigator

## Galeria
- Primeira geração, 3 portas (1969-1996)
- Primeira geração, 5 portas (1981-1996)
- Segunda geração (1994-2001)
- Terceira geração (2001-2012)
- Quarta geração (2012-2022)
- Quinta geração (2022-presente)